# 서스캐처원주
서스캐처원주(Saskatchewan)는 캐나다의 주이다. 서스캐처원강에서 따왔다. 이 이름은 크리어의 kisiskāciwani-sīpiy/ᑭᓯᐢᑳᒋᐘᓂ ᓯᐱᐩ에서 유래되었다. 의미는 '빨리 흐르는 강'이라는 뜻이다.
북미 대륙 중부의 대평원에 위치하고 서쪽은 앨버타주, 동쪽은 매니토바주, 북쪽은 노스웨스트 준주와 접해 있다. 남쪽은 미국 몬태나주, 노스다코타주에 접해 있다. 북아메리카 대륙의 프레리 북쪽 가장자리에 위치하며, 식생은 남부의 프레리 초원, 북부의 침엽수림, 중간부의 이행대인 혼합림으로 대략 구분된다. 주도는 리자이나, 새스캐추언 주 최대의 도시는 새스커툰이다.

## 역사

### 초기 역사
지금의 새스캐처원 주에 나타난 첫 인류는 대략 12,000년 전에 이 지방에 도착한 아메리카 원주민들이다. 새스캐처원의 아메리카 원주민들은 오랜 기간 번성하면서 다양한 문화를 개발하고 환경에 적응하였다.
1600년대 후반과 1700년대 초반에 유럽인들이 새스캐처원에 도착하였을 때 치퍼와이언족들이 북부 삼림지대 일대에 살았다. 그들의 주요 식량은 순록이었다. 때때로 봄과 가을에 부족은 순록을 사냥하는 더 큰 무리들에 합류하였다. 치퍼와이언족들은 또한 말코손바닥사슴과 작은 짐승들을 사냥하였으며 낚시도 하였다.
크리족들은 새스캐처원 중부에 가장 넓게 퍼진 부족이었다. 그들은 산림과 평원 양쪽을 오고가며 살았는데 여름에는 생선, 물새와 식물을 채취하고, 겨울에는 고라니와 사슴을 사냥하였다. 북부의 크리족들은 순록을 사냥하고, 남부에서는 들소를 사냥하며 때때로 아시니보인족, 그로방트르족과 평야를 돌며 큰 들소 떼를 사냥하였다.

### 모피 교역인들의 도래

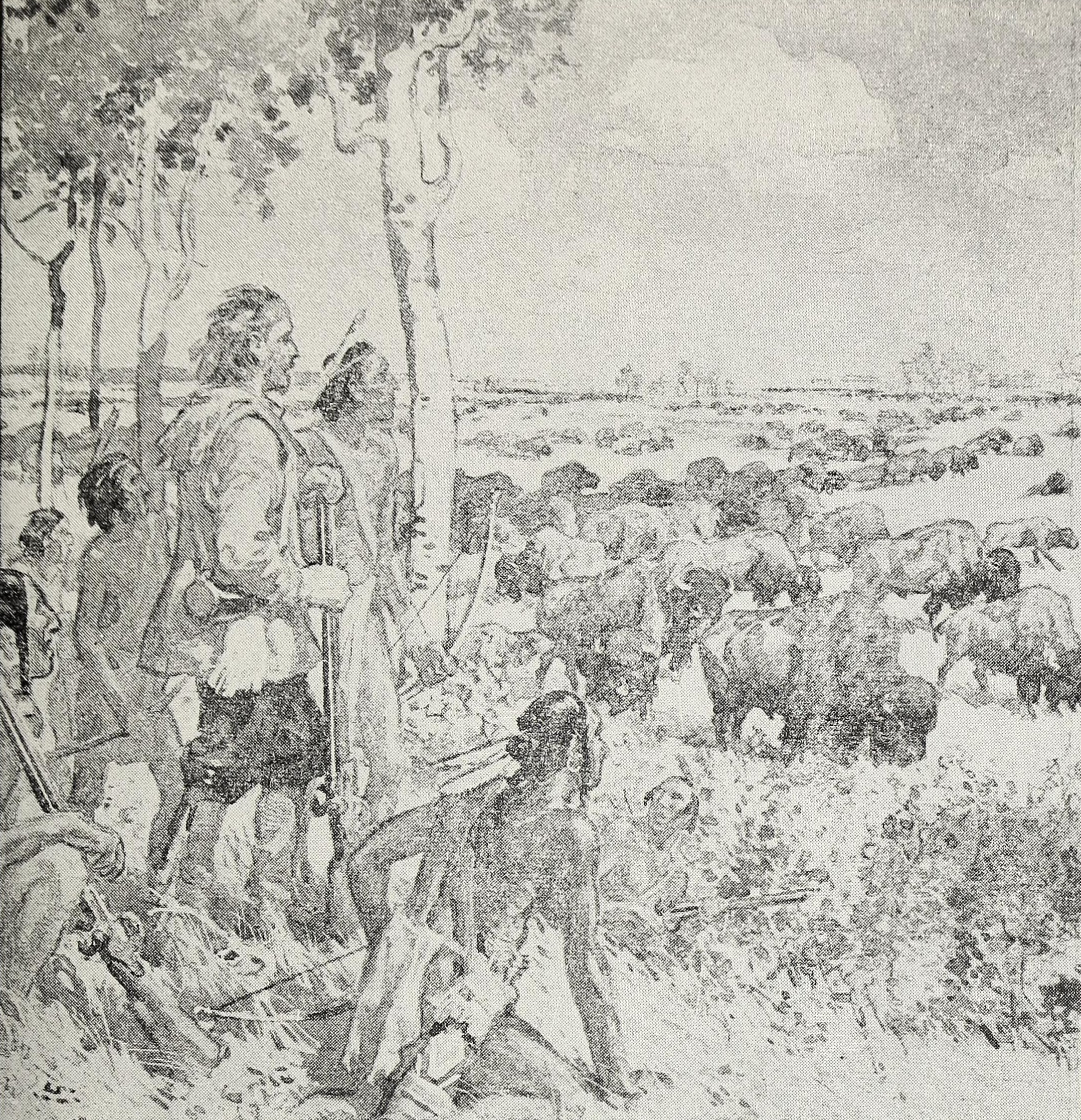
서부 평야에서 들소들을 보고 있는 헨리 켈시

원주민들의 적응은 그들이 서부 캐나다에서 유럽인의 모피 교역의 장점을 택할 수 있게 하였다. 크리족과 아시니보인족은 특히 그들을 덫에 걸리게 한 다른 원주민들로부터 모피를 사고, 털가죽을 잉글랜드와 프랑스의 교역인들에게 팔면서 이득을 얻었다.
1670년 잉글랜드의 찰스 2세는 허드슨 베이 회사에게 새스캐처원의 대부분을 포함한 서부 캐나다의 막대한 지방의 통치를 승인하였다. 새스캐추언을 방문하는 데 알려진 첫 유럽인은 허스슨 베이 회사의 고용주 헨리 켈시였다. 1690년부터 1692년까지 켈시는 서부를 여행하며 새로운 지역 고유의 단체들에게 접촉하려고 시도를 하여 회사와 교역을 하는 데 그들을 설득하였다.
1700년대 중반에 경쟁자인 프랑스 모피 교역인들은 새스캐처원 중부로 자신들의 영역을 확장시켰다. 1779년 몬트리올에 기지를 둔 상인과 모피 교역인들은 허드슨 베이 회사와 경쟁하는 데 노스 웨스트 회사를 형성하였다. 1700년대 후반 동안에 노스 웨스트 회사는 새스캐처원을 가로질러 그들의 영역을 넓혔다.
심화된 경쟁은 노스 웨스트 회사와 허드슨 베이 회사를 새스캐처원에서 교역지와 요새들을 건설하기에 이르렀다. 1774년 허드슨 베이 회사의 새뮤얼 헌은 새스캐추언에서 캐나다의 첫 내륙 기지인 컵벌랜드 호에서 교역지를 설립하였다. 컴벌랜드 하우스로 불린 교역지는 새스캐처원에서 처음으로 지속적으로 영유된 정착지였다.
2개의 모피 교역 회사들은 모피를 사냥한 원주민들과 함께 곧장 교역을 하기로 결정하여, 사냥꾼들로부터 털가죽의 공급을 크리족과 아시니보인족에게 더 이상 의지하지 않았다. 그 두 종족은 대신 들소 고기와 모피 교역인들을 위한 다른 식량들을 공급하게 되었다. 유럽인들로부터 획득된 총과 말들의 사용으로 몇몇 크리 족들은 들소를 사냥하는 데 더 넓은 평야로 이주해 나아갔다.
1821년 2개의 경쟁하는 교역 회사들은 허드슨 베이 회사의 이름 아래 합쳐 자신들의 경쟁을 끝냈다. 새스캐처원에서 합병된 회사는 많은 교역지들을 폐문하였다.

### 선교사들의 도래
1800년대 중반에 새스캐처원은 많은 기독교 선교 활동의 장이 되었다. 로마 가톨릭교회 선교는 1846년에 일라라크로스에 설립되고, 로마 가톨릭교회의 영향은 곧 새스캐추언 북서부를 통하여 퍼졌다. 또한 영국 성공회의 선교사들은 라크라롱주의 서부 끝의 근처에 있는 스탠리 선교소에 홀리 트리니티 교회를 세웠다. 1860년 경에 완공된 그 교회는 새스캐추언 주에서 가장 오래 존재하는 건물이 되었다.

### 노스 웨스트 영토
4개의 주들의 연합인 캐나다 자치령은 1867년에 창설되었다. 1869년 새롭게 형성된 자치령으로 허드슨 베이 회사는 자신들이 통치하고, 현재의 북부 퀘벡주, 북부 온타리오주와 서부로 브리티시컬럼비아주의 모든 대지들을 포함한 다양한 영토를 팔기로 동의하였다. 자치령은 1870년에 지방의 통치를 얻었으며, 작은 매니토바주를 창조하고, 노스 웨스트 영토들로서 새스캐처원을 포함한 나머지를 결성하였다.
1850년대 후반에 영국 정부를 위하여 일을 한 아일랜드의 탐험가 존 폴리저와 캐나다의 지질학자 헨리 Y. 힌드는 새스캐처원의 각각 중부와 남부를 향한 원정들을 지도하였다. 둘 다 새스캐처원 중부를 통하여 경영된 농사를 위한 좋은 대지의 폭이 넓은 지대를 보고하였다. 결과로서 1870년대에 첫 유럽계 캐나다인 정착자들이 새스캐처원 중부에 있는 북부와 남부의 새스캐추언 강의 유역들로 향하였다. 배틀퍼드는 1876년 영토의 수도가 되었다.
1882년과 1883년 캐나다 퍼시픽 철도는 리자이나와 무스조를 통하여 새스캐처원 남부를 가로지르는 대륙횡단철도를 건설하였다. 1883년 리자이나가 공식적으로 노스 웨스트 영토의 새로운 수도가 되었다.

### 메티스와 아메리카 원주민들의 위기

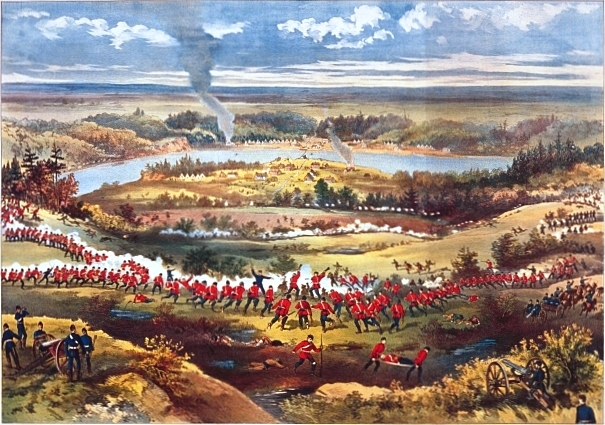
배토시의 내란 충돌

이 시기에 새스캐처원 중부의 메티스들은 정착지에 철도가 연결되는 것을 걱정하기 시작했다. 한편 메티스는 캐나다의 새로운 농업 경제의 일부가 되기를 원하기도 하였다. 메티스는 1885년 3월 오타와의 연방 정부가 자신들의 청원을 받아들이지 않자 새스캐처원의 배토시에 임시 정부를 세웠다. 내란이 일어나자, 연방 정부는 메티스를 해산시키려고 배토시에 큰 군대를 보냈다. 정부군은 3달 안에 노스 웨스트 반란이라 불리는 폭동을 해산시켰다.
새스캐처원의 아메리카 원주민들도 또한 위기를 겪었다. 한 번은 거대 들소 떼의 재빠른 쇠퇴가 원주민들에게 식량 위기를 불러왔다. 연방 정부는 그들에게 사냥꾼 대신 농부가 되기를 주장하였으나 약간의 경제적 도움을 주었을 뿐이었다. 약간의 원주민들은 메티스의 노스 웨스트 반란에도 관련되었다. 크리족의 지도자들인 빅 비어와 파운드메이커는 오타와족과 함께 연방과의 평화적인 교섭을 추구하려고 노력하였으나 연방 정부는 반란 진압의 상황을 크리족에 대한 핍박의 정당화로 활용하였다. 1885년 11월 6명의 크리족과 2명의 아시니보인족이 내란을 진압하는 도중에 배틀퍼드에서 사형을 당하기도 하였다.

### 영토적 향상

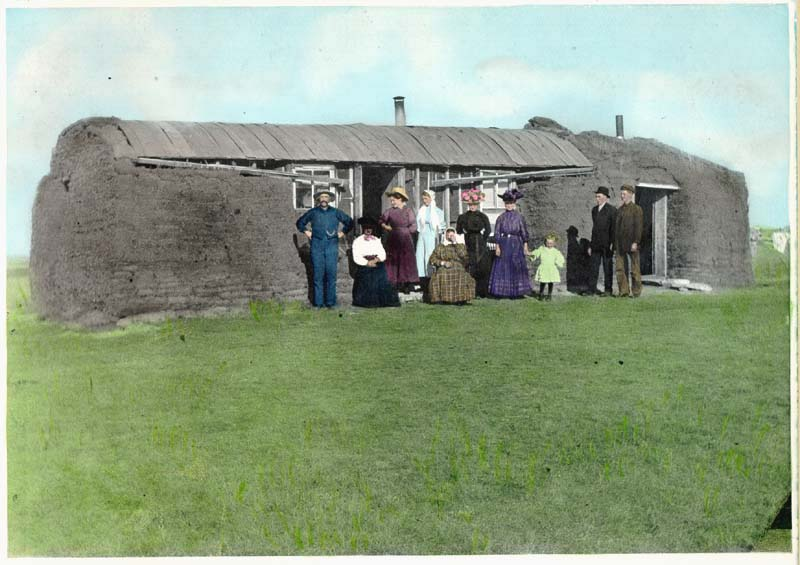
초기의 잔듸 밭의 집

1890년대 후반과 1900년대 초반에 정착이 빨랐다. 농업 개발은 농부들이 짧은 재배 시즌에 번영한 밀의 타입을 경작하기 시작하면서 힘을 얻었다. 새로운 정착자들은 기록적 수들에 농가들을 설립하였다. 1901년부터 1911년까지 인구는 91,279명에서 492,432명으로 증가하였다. 좋은 자유스러운 대지와 상승하는 밀의 가격들은 스칸디나비아와 중유럽과 동유럽에서 온 많은 이민들을 끌어들였다. 빠른 인구의 번창을 철도, 타운과 도시들의 건설을 몰아냈다. 전통으로 백인 정착자들은 새스캐처원의 지역 고유의 주민들이 주의 미래에서 소수의 역할을 할 것 같다고 믿었다.
새스캐처원은 1905년 캐나다의 주가 되었다. 하지만, 연방 정부는 새스캐처원 주의 공공 대지와 그 산림과 미네랄의 매장량들을 포함한 자연 자원들을 1930년까지 계속 통치하였다.
제1차 세계 대전이 일어나는 동안에 새스캐처원 주의 농부들은 거대하게 자라는 밀에 바쳐진 대지의 양을 늘였다. 1915년에 홀로, 새스캐추언 주는 밀의 2억 1천만 부셸 이상을 수확하였다. 1924년 농부들의 단체는 국제 시장들로 직접 팔면서 그들의 곡식을 위한 더 높은 가격들을 얻으려고 새스캐추언 밀 공동 관리를 형성하였다. 오늘날 밀의 공동 관리는 세계에서 가장 큰 곡식 시장 회사들 중의 하나인 비테라의 일부이다.
국제적 요구에 책임에서 대지의 양은 1920년대에 더욱 멀리 오른 밀을 경작하여, 1929년에 1천 4백만 에이커를 높이 서게 만들었다. 그러나 주의 경제가 단 한개의 수확물에 의지하자, 번영이 세계의 밀 가격들과 함께 오르고 떨어졌다. 1920년 새스캐처원 주와 다른 주들에서 온 농부들은 국내 정세에 더욱 거대한 발원권을 얻기 위한 목적으로 진보당을 형성하였다.

### 대공황

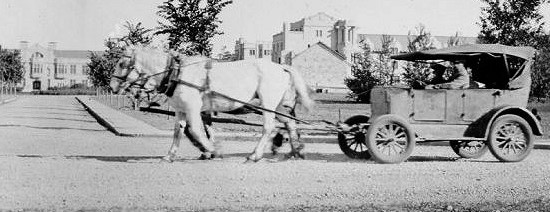
대공황 시기에 농부들이 이용한 베넷 4륜 경마차

1930년대의 대공황이 새스캐처원 주에 타격을 주었다. 새스캐처원 주의 역사상 밀의 가격들이 자신들의 가장 낮은 수준으로 가라앉혀졌다. 늘여진 가뭄과 부족한 경작의 실습들에 의하여 악화된 흙의 부식은 위기를 혼합하였다. 수만명의 농장 가족들은 구제에 들어가거나 자신들의 농가를 버렸다. 많은 주민들은 새스캐처원 주의 북부 첨단으로 이주하거나, 모두 함께 주를 떠났다. 단 하나의 노숙자 남성들은 일을 찾으려고 철도에 의하여 캐나다를 돌아다녔다.
1935년 수백명의 실업자들이 더 많은 도움을 위하여 연방 정부에게 애원하려고 브리티시컬럼비아 주에서 국가의 수도로 원정인 온 투 오타와 트렉을 결성하였다. 정부는 리자이나에서 멈추려고 데모인들에게 명령을 내렷다. 그해 7월 경찰이 지도자들을 체포하는 데 연방 명령들에 활동을 벌이자 폭동이 일어났다. 많은 주민들이 부상을 당하고 1명의 경찰관이 사망하였다.

### 정치적 변화
정치적 변화들은 대공황으로부터 결과를 가져왔다. 1944년 새스캐처원 주의 투표인들은 북아메리카에서 첫 사회주의 정부를 형성한 협동 연방 연합을 선출하였다. 그 지도자 토머스 C. 더글러스 아래 협동 연방 연합은 부족한 수확량과 수확물 가격들에서 급강하의 충격을 적게 하는 데 결심시킨 권력을 휩쓸었다. 협동 연방 연합은 제조업의 번창과 자연 자원들의 개발을 후원하였다.
협동 연방 연합은 또한 세금으로 성원된 보건에서 개선을 하였다. 1962년 주 정부는 주의 모든 시민들을 위한 보건 계획을 소개하였다. 새스캐추언 주의 의사들은 즉시 비상 사태의 경우들에서 제외한 자신들의 서비스들을 취소하였다. 의사들은 자신들이 주와 함께 청작지들에 도달할 때까지 3주 이상이나 파업에 남아있었다. 새스캐처원 주의 프로그램은 1966년에 채택된 캐나다의 국가적 의학 보호 계획을 위한 모델이 되었다.
1961년 협동 연방 연합은 신민주당으로 불린 전국 정당을 형성하는 데 몇몇의 노동 연합들과 합병하였다. 새스캐처원 주는 1967년 협동 연방 연합이 신민주당으로 될 때까지 그 이름을 간직하였다. 1944년부터 1964년 자유당에게 패할 때까지 신민주당은 주 정부를 통치하였다.

### 경제적 변화
1900년대 중반과 후반 동안에 큰 농장들이 새스캐처원 주의 작은 농장들에 대신하고 , 농장의 수가 착실하게 쇠퇴하였다. 1940년대에 새스캐처원 주의 인구의 대략 4분의 3은 시골 지역들에 살았다. 1970년대 초반으로 봐서 인구의 절반 만이 시골에 있었다.
다른 자원들이 약속을 제공하였다. 큰 칼륨의 토대와 석유의 주요 매장량들이 1940년대와 1950년대 초반에 발견되었다. 1971년 신민주당은 주 정부의 통치를 다시 얻었다. 당은 1975년 새스캐처원 주 칼륨 주식회사를 설립하고 진행되는 데 몇몇의 큰 칼륨 광산들을 가져왔다.
1982년부터 1991년까지 진보보수당이 새스캐추언 주의 정부를 통치하였다. 진보보수당은 정부 소유권에서 신민주당의 정책을 거절하였다. 하지만, 아무 당이나 농산물과 재생 가능한 자원들을 위한 세계 가격들을 오르내림에 큰 의지를 남긴 새스캐추언 주의 경제의 기초적 문제들을 해결하지 못하였다. 1980년대 후반과 1990년대 초반에 주의 인구는 주민들이 더 낳은 경제적 기회들의 추구에서 주를 떠나면서 주의 인구는 쇠퇴하였다.
새스캐추언 주의 위기적 경제는 결국 주의 북부에서 풍부한 우라늄의 매장량의 체굴과 칼륨의 큰 판매들로부터 이득을 얻었다. 또 다른 선명한 현장은 붐이 일어난 새스캐처원 주의 높은 기술 산업이었으며, 특히 농업의 생물 공학의 범위에서였다. 1991년 신민주당이 주 정부의 통치를 다시 얻었다. 하지만, 2007년 중도 우파의 새스캐추언 당에게 패하였다.
2000년대에 새스캐처원 주는 여러 새로운 도전에 맞닥뜨렸다. 주는 농업과 미네랄 상품들에 기초를 둔 경제에 더욱 거대한 안정을 가져오는 방향을 찾고자 한다. 또한 번창하는 도시 인구와 노화의 시골 인구들의 서로 다른 요구를 충족시키고, 원주민과 비원주민 사이에 협동을 육성하고 그들 사이의 장벽을 무너뜨리기 위한 노력이 이루어지고 있다.

## 경제

### 서비스업
서비스업은 새스캐처원 주의 국내총생산의 대략 3분의 2를 차지하고 주민들의 대략 4분의 3을 고용한다. 새스캐처원 주의 서비스업들은 주의 주요 도시들에 집중되어 있다.
주 정부 활동들은 리자이나에 기지를 두었고, 리자이나는 주의 주요 금융의 중심지이다. 많은 트럭 회사들은 리자이나와 새스커툰에서 운영된다. 무스조에 있는 큰 군사 공중 기지는 많은 직업들을 마련한다. 리자이나 대학교와 새스캐추언 대학교도 또한 많은 주민들을 고용한다.
화물 열차들은 소, 미네랄 자원, 밀과 다른 상품들을 나르는 이유로 교통 산업의 극히 중대한 일부이다. 석유와 가스를 수송하는 파이프라인도 또한 교통의 중요한 방법이다.

### 광업

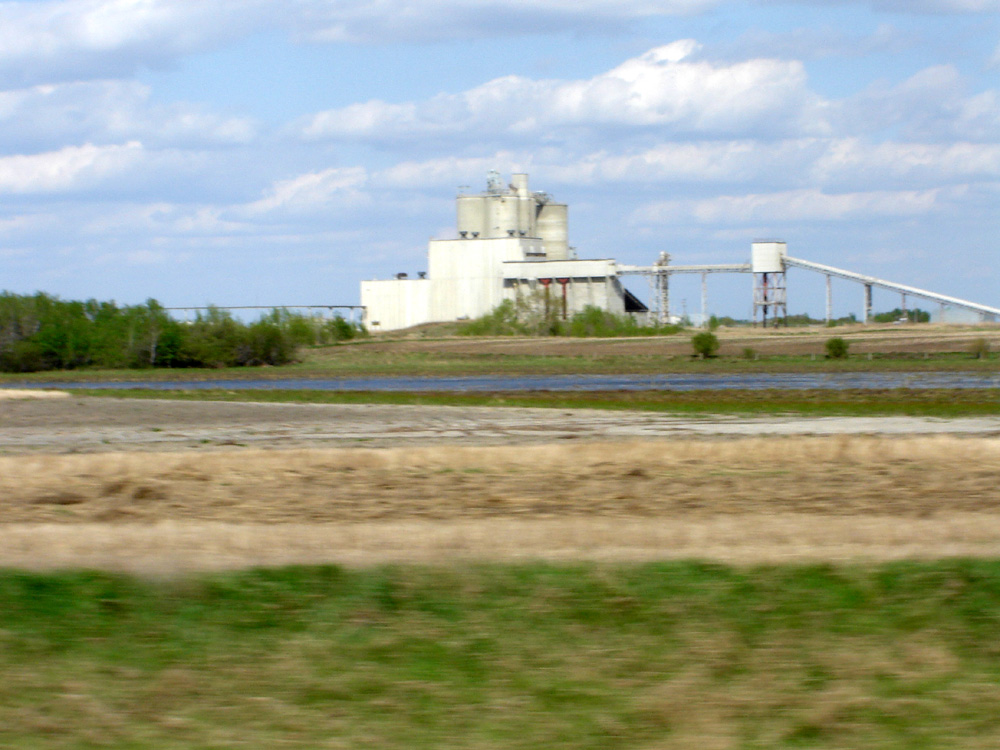
칼륨 체굴은 새스캐처원 주 남부에서 중요한 산업이다.

석유는 새스캐추언 주의 가장 중요한 체굴품이다. 주에는 4개의 주요 석유 생산 지방들이 있다. - 남동부에 에스터번-와이번, 남서부의 스위프트커런트와 킨더즐리, 그리고 주의 서중부에 있는 로이드민스터. 새스캐추언 주에서 생산되는 석유의 절반 이상은 미국으로 수출된다. 그 중에 남은 석유의 거의는 캐나다의 동부 주들에서 팔린다.
새스캐추언 주의 다른 지도적인 체굴품들은 천연가스, 칼륨과 우라늄을 포함한다. 천연가스는 주로 주의 남서부에서 생산된다. 새스캐추언 주는 세계에서 가장 큰 칼륨 생산지이다. 새스캐추언 주의 칼륨 광산들은 주의 남부 3분의 1에 있다. 주는 세계에서 지도적인 우라늄 생산 지방들 중의 하나이다. 주의 북동부에 있는 월러스턴 레이크 지역과 북중부의 키 레이크 지역은 주의 우라늄의 대부분을 생산한다.

### 농업

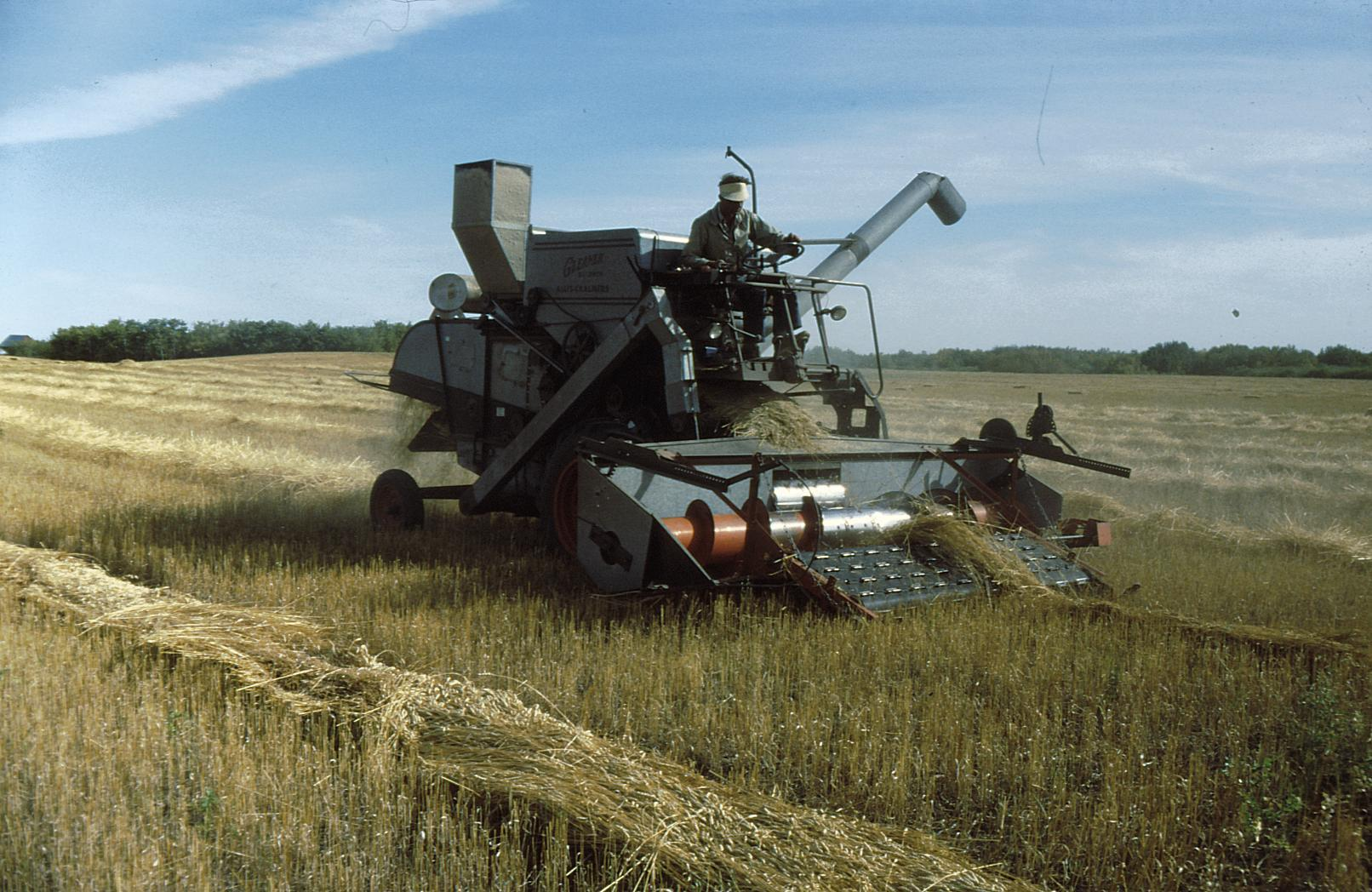
새스캐추언 주는 캐나다 제1의 곡창 지대이다.

새스캐추언 주는 다른 주보다 더 많은 농장 지대가 있다. 새스캐추언 주의 농장들은 내륙 서부의 대부분과 매니토바 주 저지대의 남부를 덮고 있다. 각해마다 어떤 수확 지대는 물기를 모으고 잡초를 통제하는 데 개간하지 않은 채로 남겨진다.
카놀라 기름을 만드는 데 쓰이는 카놀라와 밀은 새스캐추언 주의 주요 수확품들이다. 새스캐추언 주는 카놀라와 밀 양쪽의 지도적인 생산주이며, 각각 캐나다 총계의 대략 절반을 늘린다. 카놀라와 밀의 생산은 주의 남중부에서 막대한 편이다. 주는 또한 캐나다에서 보리, 귀리와 완두콩의 지도적인 생산주로 랭킹에 들어와있다. 다른 수확물은 아마의 씨, 건초, 렌즈콩과 겨자 씨를 포함한다.
육우의 사육도 또한 새스캐추언 주의 경제에 중요하게 공헌한다. 가장 큰 소 사육의 지역들은 로이드민스터, 무소민, 스위프트 커런트와 요크턴에 있다. 그러나 주의 남부의 거의 부분에는 어떤 소들이 산다. 새스캐추언 주의 농부들은 또한 젖소와 돼지의 큰 수들을 기르기도 하며, 특히 주의 동부 지역에 성한 편이다.

### 제조업
제조업은 다른 주들의 대부분과 비교하면서 새스캐추언 주에서 국내총생산의 작은 몫을 차지한다. 제조업은 도시들, 특히 리자이나와 새스커툰에 집중되어 있다. 새스캐추언 주의 제조업의 거의는 주의 농산물, 임업과 광물들을 가공하는 데 봉납된다.
많은 농업 상품들은 식료품을 만드는 데 가공된다. 대부분의 식품 가공업은 리자이나와 새스커툰 지역들에서 일어난다. 정육 포장은 중요한 산업이다. 다른 중요한 제품들은 제과류, 가공된 곡식과 기름씨, 낙농제품, 과일 제품과 주의 북부에서 온 야생 쌀 같은 특이한 식품들을 포함한다.
새스캐추언 주의 산림들은 종이와 목재 제품들을 제조하는 데 쓰인다. 많은 목재 제품들은 캐나다와 미국에서 집들을 짖는 데 쓰인다. 석유 정제소들은 로이드민스터와 리자이나에 있다. 칼륨은 비료로 제조된다. 농기구도 또한 주에서 생산된다.

## 주민

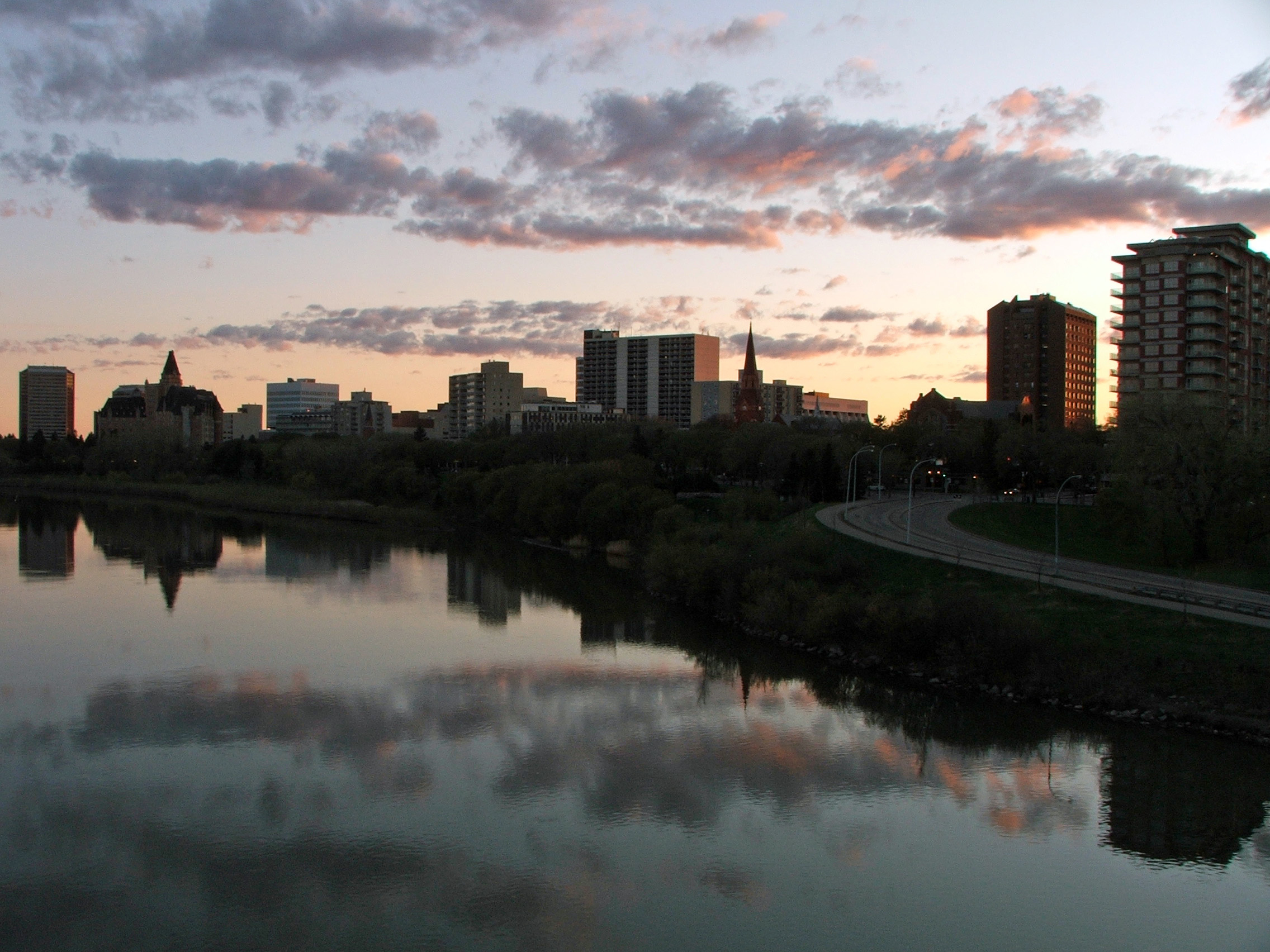
새스커툰의 전경

2006년 캐나다 인구 조사국은 새스캐추언 주의 인구가 968,157명이라고 보고하였다. 인구는 2001년으로 본 이래 대략 1 퍼센트나 증가하였다.
새스캐추언 주민들의 대부분은 주의 남부에 산다. 주민들의 대략 3분의 2는 도시와 타운들에 산다. 새스캐추언 주는 캐나다 통계에 의하여 규정된 2개의 인구 조사 메트로폴리탄 지역들이 있다 - 리자이나와 새스커툰. 새스캐추언 주민들의 대략 40 퍼센트는 이 2개의 메트로폴리탄 지역들에 산다. 새스캐추언의 가장 큰 도시들은 인구의 순서로 서스캐툰, 리자이나, 프린스앨버트와 무스조이다.
새스캐추언 주민들의 대략 95 퍼센트는 캐나다에서 태어났다. 다른 나라들에서 태어난 이들의 대부분은 미국, 영국과 유럽의 다른 부분들, 그리도 아시아에서 왔다. 많은 주민들은 영국 계통이다. 다른 큰 인구 단체들은 독일, 우크라이나와 프랑스 계통의 주민들이다.
주에는 대략 91,000명의 아메리카 원주민들이 있다. 대략 48,000명의 주민들은 미국 원주민 계통이다. 주의 아메리카 원주민들의 대략 절반은 보호 구역들에 산다. 남아있는 아메리카 원주민과 몇천명의 메티스(아메리카 원주민과 유럽인의 혼혈)은 주로 주의 북부와 중부 지방들에 산다. 1900년대 후반 이래 새스캐추언 주의 합친 아메리카 원주민과 메티스 인구는 재빠르게 증가하였다.